# Važenberk
Važenberk (nemško Waisenberg) je naselje v Občini Velikovec v Okraju Velikovec na Koroškem v Avstriji.